# Resolutie 67 Veiligheidsraad Verenigde Naties
Resolutie 67 van de Veiligheidsraad van de Verenigde Naties was de eerste resolutie die door de Raad werd aangenomen in 1949, diens vierde werkjaar. Over elk onderdeel van de resolutie werd apart gestemd. De vergadering vond plaats in het Amerikaanse Lake Success.

## Achtergrond
Een overeenkomst tussen Nederland en Indonesië was reeds bereikt maar het geweld ging verder. Ook had Nederland onder meer de president van Indonesië gevangengenomen. De Veiligheidsraad had om rapporten over de gang van zaken ter plekke gevraagd.

## Inhoud
De Veiligheidsraad:
- Herinnert aan resolutie 27, resolutie 31 en resolutie 36.
- Keurt de ingediende rapporten van het Comité voor Indonesië goed.
- Bedenkt dat resolutie 63 en resolutie 64 niet volledig uitgevoerd worden.
- Bedenkt dat voortdurende bezetting van Indonesië door Nederland slecht is voor de relaties tussen beide en een definitieve overeenkomst.
- Bedenkt dat het herstel van de orde noodzakelijk is om verder te gaan.
- Is tevreden dat beide partijen blijven vasthouden aan de Overeenkomst van Renville en ermee instemmen om vrije democratische verkiezingen te houden onder VN-toezicht, uiterlijk op 1 oktober 1949.
- Is eveneens tevreden dat Nederland soevereiniteit wil verlenen aan de Verenigde Staten van Indonesië tegen 1 januari 1950 of alleszins gedurende dat jaar.
- Vanwege 's Raads taak om de wereldvrede en veiligheid te handhaven en om te vermijden dat enige partij verder nadeel ondervindt door het geweld:

1. Roept Nederland op alle militaire acties te staken.
Roept Indonesië op de guerrillaoorlog te staken.
Roept beide partijen op de vrede en orde te herstellen.
2. Roept Nederland op alle politieke gevangenen vrij te laten en de onmiddellijke terugkeer van de Indonesische functionarissen naar Jogjakarta waar ze vrij hun functie moeten kunnen uitoefenen en deze regio besturen.
3. Raadt aan zo snel mogelijk de onafhankelijke Verenigde Staten van Indonesië te stichten
op basis van de eerdere akkoorden en door de partijen gedane voorstellen, in het bijzonder:
a. De installatie van een interim-regering tegen 15 maart tot de soevereiniteit over Indonesië is overgedragen.
b. De verkiezingen in Indonesië moeten tegen 1 oktober gehouden zijn.
c. De overdracht van de soevereiniteit door Nederland aan Indonesië moet voor 1 juli 1950 voltooid zijn.
4. Besluit dat:
a. Het Comité zal vanaf nu VN-Commissie voor Indonesië heten, de Veiligheidsraad vertegenwoordigen in Indonesië en werken bij meerderheid.
b. De Commissie van Consuls wordt verzocht militaire waarnemers en ander personeel voor de VN-Commissie voor Indonesië te voorzien en wordt verder opgeschort.
c. De Commissie staat de partijen (Nederland en Indonesië) bij in de onderhandelingen en mag aanbevelingen doen over het VN-agentschap dat in Indonesië moet helpen met de uitvoering van een overeenkomst.
d. De Commissie mag met Indonesische vertegenwoordigers overleggen die niet bij de (zelfuitgeroepen) Republiek Indonesië horen en hen in de onderhandelingen betrekken.
e. De Commissie of het VN-agentschap mag toezien op de verkiezingen en verzekeren:
a. Dat ze vrij en democratisch verlopen.
b. De vrijheid van vergadering, meningsuiting en publicatie; Tenzij dat geweld kan uitlokken.
f. De Commissie moet helpen met het herstel van de administratie van de Republiek.
g. De Commissie zal regelmatig én op vraag aan de Veiligheidsraad rapporteren.
h. De Commissie mag mensen zoals waarnemers tewerkstellen zoveel ze nodig acht.
5. Vraagt de secretaris-generaal het nodige personeel, geld en andere benodigdheden voor de commissie te voorzien.
6. Roept Nederland en Indonesië op voluit mee te werken aan de uitvoer van deze resolutie.

## Verwante resoluties
- Resolutie 55 Veiligheidsraad Verenigde Naties riep op de overeenkomst na te leven.
- Resolutie 63 Veiligheidsraad Verenigde Naties eiste een einde aan het geweld en de vrijlating van gevangenen.
- Resolutie 64 Veiligheidsraad Verenigde Naties eiste opnieuw de vrijlating van de gevangenen.
- Resolutie 76 Veiligheidsraad Verenigde Naties over de kosten van de militaire waarnemers.

Lijst ·  67 ·  68 ·  69 ·  70 ·  71 ·  72 ·  73 ·  74 ·  75 ·  76 ·  77 ·  78